# Bársonypittafélék
A bársonypittafélék (régies elnevezéssel karélyospompásrigó-félék) (Philepittidae) a madarak osztályának verébalakúak (Passeriformes) rendjébe tartozó család. 2 nem és 4 faj tartozik a családba.
Közeli rokonaik a pittáknak, azonban lábuk  és alsó gégefőjük más formaképződésű. A hím szeme tájékán húsos lebenyt visel. Tarka, de nem ragyogó tollazatú, cinege nagyságú madarak, melyek többnyire a földön tartózkodnak.

## Előfordulásuk
Az ide sorolt fajok Madagaszkár szigetén  élnek.

## Megjelenésük
Kisebb erdei madarak. A hímeknél tarka bőrfüggelék található a szem körül. Ez a bőrfüggelék különösen a szaporodási időszakban feltűnő, mivel virító színezetű. Farktollaik rövidek.

## Életmódjuk
Táplálékuk főleg gyümölcsökből áll, de esznek még rovarokat is. A Neodrepanis nembe tartozó fajok nektárral táplálkoznak.

## Szaporodásuk
Szaporodási időszakuk közvetlenül az esős időszak előtre esik, szeptembertől novemberig. A fészek építése és a fiókák gondozása a tojókra hárul.

## Rendszerezés
A családba 2 nem és 4 faj tartozik:
- Philepitta  (I. Geoffroy Saint-Hilaire, 1838) – 2 faj.
  - bársonypitta (Philepitta castanea)
  - selyempitta (Philepitta schlegeli)

- Neodrepanis  (Sharpe, 1875) – 2 faj
  - kékszemű nektárpitta (Neodrepanis coruscans)
  - sárgahasú nektárpitta (Neodrepanis hypoxanthus)

### Fordítás
Ez a szócikk részben vagy egészben  az   Asity című angol Wikipédia-szócikk fordításán alapul.  Az eredeti cikk szerkesztőit annak laptörténete sorolja fel. Ez a jelzés csupán a megfogalmazás eredetét és a szerzői jogokat jelzi, nem szolgál a cikkben szereplő információk forrásmegjelöléseként.